# Tiếng Tây Ban Nha Chile
Tiếng Tây Ban Nha Chile (tiếng Tây Ban Nha: Español chileno) - là một phương ngữ của tiếng Tây Ban Nha được sử dụng chủ yếu ở Chile. Các phương ngữ tiếng Tây Ban Nha ở Chilê có cách phát âm, ngữ pháp, từ vựng và cách sử dụng tiếng lóng khác biệt với tiếng Tây Ban Nha chuẩn.

## Phương ngữ và giọng
Ở Chile, không có nhiều sự khác biệt giữa tiếng Tây Ban Nha được nói ở khu vực phía Bắc, Trung và Nam của đất nước , mặc dù có sự khác biệt đáng chú ý ở các khu vực xa phía nam như Aysén, Magallanes (chủ yếu dọc theo biên giới với Argentina), và Chiloé - và ở Arica ở cực bắc. Tuy nhiên, có nhiều thay đổi trong tiếng Tây Ban Nha nói của các tầng lớp xã hội khác nhau. Tại các vùng nông thôn từ Santiago đến Valdivia, tiếng Tây Ban Nha Chilê cho thấy ảnh hưởng lịch sử của các phương ngữ Castúo của tiếng Extremadura (Tây Ban Nha), nhưng một số tác giả chỉ ra tỉnh Andalusia của Tây Ban Nha và cụ thể hơn là thành phố Seville là có ảnh hưởng lớn hơn đến sự phát triển lịch sử của tiếng Tây Ban Nha ở Chilê.

## Ngữ âm học và âm vị học
Có một số đặc điểm ngữ âm phổ biến cho hầu hết các giọng Chilê, mặc dù không có cái nào trong số chúng là riêng biệt cho tiếng Tây Ban Nha Chilê. Thay vào đó, nó là sự kết hợp đặc biệt của các đặc điểm này khiến cho tiếng Tây Ban Nha Chilê khác biệt với phương ngữ tiếng Tây Ban Nha khác. Các đặc điểm này bao gồm:
- Yeísmo, sự sáp nhập lịch sử của âm vị /ʎ/ (ll) với /ʝ/ (viết là ⟨y⟩). Đối với những người nói chuyện với ye'smo, các động từ cayó 's / on fell' và gọi là / im lặng 'là những từ đồng âm, cả hai đều phát âm [kaʝo]. (Trong tiếng địa phương thiếu các em, giữ được sự phân biệt lịch sử, hai từ được phát âm tương ứng [kaʝo] và [kaʎo].) Yeísmo đặc trưng cho giọng nói của hầu hết người nói tiếng Tây Ban Nha cả ở Tây Ban Nha lẫn Châu Mỹ. Tại Chilê, có một số người nói không phải là những người duy nhất và duy trì sự phân biệt, chủ yếu ở một khu vực Andde phía Nam đang giảm sút.[3][11]